# Florian Coulmas
Florian Coulmas (* 5. Juni 1949 in Hamburg) ist ein deutscher Sprachsoziologe, Japanologe und Autor.

## Leben
Florian Coulmas studierte von 1968 bis 1975 die Fächer Soziologie, Germanistik und Philosophie an der Freien Universität Berlin und an der Sorbonne (1969–1970). 1977 wurde Coulmas  an der Universität Bielefeld promoviert. 1980 erfolgte seine Habilitation an der Universität Düsseldorf. Hier lehrte Coulmas als Privatdozent am Seminar für Allgemeine Sprachwissenschaft. 1987 übernahm er eine Professur für Soziolinguistik an der Chūō-Universität. Er ist Professor für Sprache und Kultur des modernen Japan an der Universität Duisburg-Essen in Duisburg. Von Oktober 2004 bis September 2014 war er Direktor des Deutschen Instituts für Japanstudien in Tokio. Coulmas hat viele Jahre in Japan gelebt und zu den Themen Schriftlinguistik, Sprachsoziologie und Japanologie veröffentlicht. Er schreibt regelmäßig für die Japan Times, die Frankfurter Allgemeine Zeitung und die Neue Zürcher Zeitung.
2016 erhielt Coulmas den Meyer-Struckmann-Preis für geistes- und sozialwissenschaftliche Forschung.

## Veröffentlichungen
- Tokio. Vom Glück urbanen Lebens. Beck, München 2014, ISBN 978-3-406-66689-6.
- mit Judith Stalpers: Fukushima. Vom Erdbeben zur atomaren Katastrophe. Beck, München 2011, ISBN 978-3-406-62563-3.
- mit Judith Stalpers: Japan. Die 101 wichtigsten Fragen. Beck, München 2011, ISBN 978-3-406-61404-0.
- Population Decline and Ageing in Japan. The Social Consequences. Routledge, London 2007, ISBN 978-0-415-40125-8.
- Die Gesellschaft Japans. Arbeit, Familie und demographische Krise. Beck, München 2007, ISBN 978-3-406-54798-0.
- Sociolinguistics. The Study of Speakers’ Choices. Cambridge University Press, Cambridge 2005, ISBN 0-521-54393-2.
- Hiroshima. Geschichte und Nachgeschichte. Beck, München 2005, ISBN 3-406-52797-3.
- Die Kultur Japans. Tradition und Moderne. Beck, München 2003, ISBN 3-406-50916-9.
- Writing Systems. An Introduction to Their Linguistic Analysis Cambridge University Press, Cambridge 2003, ISBN 0-521-78217-1.
- Die Deutschen schreien. Beobachtungen von einem, der aus dem Land des Lächelns kam. Rowohlt, Reinbek bei Hamburg 2001, ISBN 3-498-00921-4.
- Japanische Zeiten. Eine Ethnographie der Vergänglichkeit. Kindler, München 2000, ISBN 3-463-40392-7.
- Das Land der rituellen Harmonie. Japan: Gesellschaft mit beschränkter Haftung. Campus, Frankfurt am Main 1993, ISBN 3-593-34919-1.
- Die Wirtschaft mit der Sprache. Suhrkamp, Frankfurt am Main 1992, ISBN 3-518-28577-7.
- The Writing Systems of the World. Blackwell, Oxford 1990, ISBN 0-631-16513-4.
- Sprache und Staat. de Gruyter, Berlin 1985, ISBN 3-11-010436-9.
- Über Schrift. Suhrkamp, Frankfurt am Main 1981, ISBN 3-518-07978-6.
- Routine im Gespräch. Zur pragmatischen Fundierung der Idiomatik. Akademische Verlagsgesellschaft Athenaion, Wiesbaden 1981, ISBN 3-7997-0798-0.

Herausgeber
- The Blackwell Encyclopedia of Writing Systems. Blackwell, Oxford 1996, ISBN 0-631-19446-0.
- The handbook of sociolinguistics. Blackwell, Oxford 1998, ISBN 0-631-19339-1.

Übersetzungen
- Dell Hymes: Soziolinguistik. Zur Ethnographie der Kommunikation. Suhrkamp, Frankfurt am Main 1979, ISBN 3-518-07899-2.
- Yanabu Akira: Modernisierung der japanischen Sprache. Iudicium Verlag, 1991, ISBN 3-89129-277-5.